# Steffen Thoresen
Steffen Thoresen, född 3 juni 1985, är en norsk ishockeyspelare som från 2017 spelar forward för Storhamar Dragons i Get-ligaen. Thoresen spelade för de svenska klubbarna Färjestads BK, Skåre BK och Växjö Lakers i Hockeyallsvenskan.
Steffen Thoresen är son till tränaren Petter Thoresen och yngre bror till Patrick Thoresen.